# Thượng viện Thái Lan
Thượng viện Thái Lan (tiếng Thái: วุฒิสภา, Wutthisapha; tên cũ là Phruetthasapha hoặc "พฤฒสภา") là thượng viện của Quốc hội Thái Lan. Theo Hiến pháp năm 2017 của Thái Lan quy định Thượng viện là cơ quan lập pháp không đảng phái, bao gồm 250 thành viên. Tất cả 250 thượng nghị sĩ đều do Quân đội Hoàng gia Thái Lan bổ nhiệm. Thượng nghị sĩ có nhiệm kỳ 5 năm.
Cả Thượng viện và Hạ viện đều bị bãi bỏ sau cuộc đảo chính Thái Lan năm 2014. Các cơ quan nay được thay thế bằng Hội đồng Lập pháp Quốc gia Thái Lan đơn viện, một cơ quan gồm 250 thành viên do Hội đồng Hòa bình và Trật tự Quốc gia Thái Lan chỉ định. Hiến pháp năm 2017 được thông qua sau cuộc trưng cầu dân ý vào năm 2016, quy định Thượng viện gồm 250 thành viên, không được bầu mà được chỉ định bởi một ủy ban đặc biệt, ủy ban này do quân đội chỉ định. Do đó, Thượng viện thường được coi là cơ quan phê chuẩn cho các quyết định đã được phía quân đội đưa ra.

## Lịch sử
Hình thức Lưỡng viện được lựa chọn tại bản Hiến pháp năm 1946, dười thời Thủ tướng Pridi Panomyong. Thượng viện của Thái Lan chính thức ra đời theo hình thức như lưỡng viện nước Anh. Thượng viện được bầu theo hình thức gián tiếp thông qua Hạ viện với nhiệm kỳ 6 năm. Hiến pháp năm 1946 nhanh chóng bị xóa bỏ sau cuộc đảo chính quân sự. Hiến pháp tiếp theo Lưỡng viện chỉ thỉnh thoảng xuất hiện, và khi được tồn tại thì Thượng viện đều do quân đội và nhóm đặc quyền chiếm giữ. Hiến pháp năm 1997 Thượng viện được bầu hoàn toàn trở lại. Sau đó Hiến pháp bị xóa bỏ bởi cuộc đảo chính 2006, và Thượng viện được thông qua hình thức nửa bầu nửa chỉ định.
- 1947 Thượng viện đầu tiên được thành lập gồm 100 người do Hoàng gia chỉ định
- 1952 Thành lập Quốc hội một viện với 123 thành viên
- 1968 Tái lập Thượng viện với 164 thành viên do Hoàng gia chỉ định
- 1972 Thống chế Thanom Kittikachorn xóa bỏ cơ quan lập pháp
- 1974 Tái lập Thượng viện thành viên do Hoàng gia chỉ định
- 1976 Tái lập Quốc hội một viện gồm 360 thành viên do Hoàng gia bổ nhiệm
- 1978 Tái lập Thượng viện với 225 thành viên Hoàng gia bổ nhiệm
- 1991 Thành lập Quốc hội một viện với 292 thành viên do Hoàng gia bổ nhiệm
- 1997 Thành lập Thượng viện đầu tiên được bầu trực tiếp gồm 200 thành viên với nhiệm kỳ 6 năm
- 2006 Sau cuộc đảo chính, điều lệ tạm thời đã được ký thành lập Hội đồng Lập pháp Quốc gia với 250 thành viên
- 2007 Sau cuộc trưng cầu dân ý và việc ban hành Hiến pháp 2007, Thượng viện được bầu một nửa
- 2014 Sau cuộc đảo chính quân sự, một hiến pháp tạm thời đã được thông qua để thành lập Hội đồng Lập pháp Quốc gia gồm 220 thành viên
- 2018 Sau khi Hiến pháp 2017 được thông qua, Quốc hội được tái lập và Hội đồng Lập pháp Quốc gia bị giải thể
- 2019 Thượng viện mới bao gồm 250 thành viên do quân đội chỉ định, đã tuyên thệ nhậm chức sau cuộc tổng tuyển cử được tổ chức cùng năm

## Tiêu chuẩn
Tiêu chuẩn của Thượng nghị sĩ được ghi tại điều 108 Hiến pháp năm 2017.
Ứng viên chức danh thượng nghị sĩ được chỉ định phải đủ các tiêu chuẩn sau đây: 
- Là công dân được sinh ra tại Thái Lan;
- có độ tuổi trên 40;
- có ít nhất 1 bằng tốt nghiệp Đại học.

Ứng viên chức danh thượng nghị sĩ thông qua bầu cử phải đủ các tiêu chuẩn sau đây: 
- là công dân được sinh ra và lớn lên tại địa phương nơi được bầu;
- không có vợ/chồng hoặc con là thành viên trong Hạ viện hoặc nắm chức vụ của bất kỳ đảng phái chính trị nào.
- Ngoài ra, trong vòng 5 năm, không được là thành viên của bất kỳ đảng phái chính trị nào, không được là thành viên của Hạ viện, không được giữ bất kỳ chức vụ nào trong các cơ quan Chính phủ cũng như địa phương.

Tiêu chuẩn chung của Thượng nghị sĩ được bầu hay chỉ định là: không nghiện ma túy, bị phá sản, bị kết án; không là thành viên của chính quyền địa phương, công chức, thành viên của ngành tư pháp hoặc bất cứ một cơ quan nào của chính phủ; không mất quyền công dân (là giáo sĩ, bị kết án, hay tàn tật). Nếu ứng cử viên là thành viên của chính quyền địa phương hoặc Bộ trưởng, phải rời khỏi nhiệm sở ít nhất là 5 năm.

## Bầu cử và Chỉ định
Thượng viện gồm 250 người bao gồm 194 thượng nghị sĩ do Hội đồng Hòa bình và Trật tự Quốc gia lựa chọn. 50 thượng nghị sĩ được bầu sau một quá trình thương lượng liên nhóm giữa các nhóm xã hội và chuyên gia khác nhau đại diện cho 10 nhóm: quan chức, giáo viên, thẩm phán, nông dân và công ty tư nhân. Một danh sách rút gọn gồm 200 người đã được đề xuất cho Hội đồng Hòa bình và Trật tự Quốc gia để đưa ra lựa chọn cuối cùng là 50 người. 6 thượng nghị sĩ còn lại được dành cho Tư lệnh Lục quân, Tư lệnh Hải quân, Tư lệnh Không quân, Tổng tham mưu trưởng Quân đội cấp cao, Thư ký thường trực Bộ Quốc phòng và Tư lệnh Cảnh sát quốc gia, tất cả đều là thượng nghị sĩ mặc nhiên. Tính đến năm 2020, 104 trong số 250 thượng nghị sĩ là sĩ quan quân đội hoặc cảnh sát.

## Nhiệm kỳ
Nhiệm kỳ của Thượng viện là 5 năm kể từ ngày kết quả bầu cử được công bố. Nhiệm kỳ cố định, do đó Thượng viện không thể bị giải tán trong bất kỳ trường hợp nào và sẽ được bầu lại theo Sắc lệnh Hoàng gia ban hành ba mươi ngày sau khi nhiệm kỳ kết thúc.
Tư cách thành viên Thượng viện bắt đầu vào ngày Ủy ban bầu cử công bố kết quả lựa chọn.
Khi Thượng viện kết thúc nhiệm kỳ, các Thượng nghị sĩ vẫn tại chức để thi hành nhiệm vụ cho đến khi có Thượng nghị sĩ mới.

## Lãnh đạo
Thượng viện gồm có 1 Chủ tịch và 2 Phó Chủ tịch. Chủ tịch Thượng viện kiêm nhiệm Phó Chủ tịch Quốc hội Thái Lan. Cuộc bầu cử được thực hiện bằng bỏ phiếu kín, sau khi nghị quyết hoàn thiện việc lựa chọn, quan chức đã đươc bầu được đệ trình lên nhà vua để bổ nhiệm chính thức. Không có quan chức đảng phái nào trong Thượng viện vì Thượng viện Thái Lan là một viện phi đảng phái.

## Thượng nghị sĩ
Các thành viên của Thượng viện được quyền sử dụng danh hiệu Thượng nghị sĩ trước tên của họ (tiếng Thái: สมาชิกวุฒิสภา hoặc ส.ว.). Tư cách thành viên của một Thượng nghị sĩ được bầu bắt đầu vào ngày bầu cử thượng viện, trong khi một thượng nghị sĩ được chỉ định trở thành thành viên sau khi Ủy ban Bầu cử công bố kết quả bầu cử. Các thượng nghị sĩ không thể giữ nhiều hơn một nhiệm kỳ liên tiếp, do đó các thượng nghị sĩ không thể được bầu lại. Một Thượng nghị sĩ mất tư cách thành viên khi một Thượng nghị sĩ mới có thể được bổ nhiệm vào ghế đó để thay thế. Nếu có một chỗ trống, chiếc ghế đó sẽ ngay lập tức được lấp đầy bằng bầu cử hoặc bổ nhiệm.

## Quyền hạn
Thượng viện chia sẻ nhiều quyền hạn, nếu không muốn nói là nhiều hơn Hạ viện; bao gồm:
- Lập pháp
- Giám sát
- Thông qua dự luật phân bổ hàng năm
- Sửa đổi hiến pháp

Quyền hạn độc bản:
- Thành lập và chỉ định ủy ban để kiểm tra và điều tra công việc.
- Thông qua các nghị quyết phê chuẩn tham vấn cho Nhà vua trong một số chức danh bổ nhiệm:
  - Thẩm phán Tòa án Hiến pháp Thái Lan
  - Ủy viên bầu cử
  - Thanh tra viên
  - Thành viên Ủy ban Phòng chống Tham nhũng Quốc gia, Ủy ban Kiểm toán Nhà nước (bao gồm cả Tổng Kiểm toán) và Ủy ban Nhân quyền Quốc gia.
- Thượng viện cũng tham vấn cho việc lựa chọn và lựa chọn thực tế một số thành viên Tư pháp.
- Lựa chọn các quan chức của Thượng viện.
- Miễn nhiệm thành viên.
- Xác định các quy tắc và thủ tục riêng của Thượng viện.
- Thượng viện cũng tham gia vào cuộc họp chung của cơ quan lập pháp lưỡng viện để bổ nhiệm Thủ tướng Thái Lan.[a][9]